# Lawrence Shields
Marion Lawrence 'Larry' Shields (West Chester, 5 maart 1895 - Rochester, 9 februari 1976) was een Amerikaans atleet. Hij nam deel aan de Olympische Zomerspelen van 1920 in Antwerpen en behaalde daarbij een gouden en een bronzen medaille.

## Biografie
Larry Shields nam in 1920 deel aan de Olympische Zomerspelen in Antwerpen. Hij trad aan in de atletiek en nam individueel deel aan de 1.500 m, alsook aan de 3.000 m als deel van de Amerikaanse ploeg. Daarbij behaalde hij respectievelijk de bronzen en de gouden medaille.

## Belangrijkste resultaten

### Olympische Zomerspelen
| Jaar | Plaats    | Discipline | Onderdeel        | Resultaat |
| ---- | --------- | ---------- | ---------------- | --------- |
| 1920 | Antwerpen | atletiek   | 1.500 m (m)      | Brons     |
| 1920 | Antwerpen | atletiek   | 3.000 m team (m) | Goud      |

1912: Tell Berna, George Bonhag, Abel Kiviat, Louis Scott, Norman Taber ·
1920: Horace Brown, Michael Devaney, Ivan Dresser, Arlie Schardt, Lawrence Shields ·
1924: Elias Katz, Frej Liewendahl, Paavo Nurmi, Ville Ritola, Eino Seppälä, Sameli Tala